# Орден Князя Бранимира
О́рден Кня́зя Браними́ра (хорв. Red kneza Branimira) является 7-й по значимости медалью, присуждаемой Республикой Хорватия. Орден учрежден 1 апреля 1995 года. Орден вручается за выдающиеся успехи в продвижении Хорватии в международных отношениях.

## Спорт
Этого признания были удостоены многочисленные хорватские спортсмены, в том числе сборная Хорватии по футболу: футболисты были награждены президентом Колиндой Грабар-Китарович за историческое достижение, а именно участие в финале Чемпионата Мира по футболу 2018.

## Известные обладатели
- Милан Могуш
- Слободан Ланг
- Анте Костелич
- Ален Эрланд-Бранденбур
- Оррин Хэтч
- Майк Мур
- Сэр Фицрой Маклин[2]
- Игроки сборной Хорватии по футболу (2018)